# Mohammed Beck Hadjetlaché
Mohammed Beck Hadjetlaché, född 20 maj 1868 eller 1872 i Konstantinopel (han gav olika uppgifter om saken), död 4 november 1929 på Långholmens fängelse, var en rysk kosacköverste och ledare för den så kallade Ryssligan. År 1920 blev han den siste person att dömas till döden i Sverige. Hans riktiga namn var troligen Kasi Beck Akhmetukov.

## Biografi
Hadjetlaché stred som vitgardist mot bolsjevikerna under ryska inbördeskriget. Han fängslades av de röda men blev sedan frisläppt och flydde till Sverige. Han bosatte sig i den så kallade Ryssvillan i Bollstanäs och blev där ledare för en grupp flyktingar från Ryssland, kallad Ryssligan. 1918–1919 var han utgivare av den svensk-ryska tidningen Echo rossi, där han drev en starkt antikommunistisk propaganda.
År 1919 kidnappade och mördade ligan tre ryska medborgare, vilka Hadjetlaché anklagade för att vara utsända av den sovjetiska regeringen till Sverige. Kropparna sänktes i Norrviken. Ytterligare fyra personer kan ha blivit mördade enligt Hadjetlachés egen dödslista, men deras kroppar blev aldrig återfunna och ingen dömdes följaktligen för deras försvinnande.
Ryssligan sprängdes av polisen 1919. Hadjetlaché dömdes till döden genom giljotinering för rånmord. Övriga inblandade dömdes till fängelsestraff. Hadjetlachés straff omvandlades till livstids straffarbete. Han dog 1929 på avdelningen för sinnessjuka inom Långholmens centralfängelse.
Under fängelsetiden författade han Mitt försvar (1919) där han försvarade sina gärningar.
Det faktum att morden i Ryssvillan inte bara var brutala, utan även närmast sadistiska, gjorde att historien fick stor uppmärksamhet i pressen. Historien anses ha bidragit till den rysskräck som fanns bland allmänheten.